# Keshena, Wisconsin
Keshena este sediul comitatului Menominee,  statul Wisconsin, Statele Unite ale Americii.
1. ↑  2010 U.S. Gazetteer Files, accesat în 9 iulie 2020